# Lepa Brena
Lepa Brena, cuyo nombre real es Fahreta Jahic-Živojinović (cirílico: Фахрета Јахић-Живојиновић) (nacida el 20 de octubre de 1960) es una cantante de Brčko, Bosnia y Herzegovina.

## Biografía
Nació en el seno de una familia musulmana de la ciudad de Tuzla, en el norte de Bosnia y Herzegovina. Fue la cantante más famosa de la extinta Yugoslavia cosechando éxito tras éxito y vendiendo millones de discos en la ex Yugoslavia y otros países como Rumania y Bulgaria. Entre sus éxitos destacan "Jugoslovenka", "Sanjam", "Hajde da se volimo", "Živela Jugoslavija", "Golube", "Janos", "Ja pripadam samo tebi", "Luda za tobom", "Udri Mujo", "Poželi sreću drugima", entre otros. Durante la guerra de los Balcanes vivió en Florida (Estados Unidos) y en Montecarlo.
Se encuentra casada con Slobodan Živojinović, conocido jugador de tenis serbio, tiene tres hijos y vive en Belgrado (Serbia), siendo una de las familias más ricas de este país. Es propietaria además del sello discográfico Grand Productions, una de las más importantes discográficas de Serbia y de todos los Balcanes que apuesta fuertemente por el folk.

## Discografía
- 1980. - Čačak, Čačak
- 1982. - Mile voli disko
- 1983. - Pile moje
- 1983. - Sitnije Cile, sitnije (sencillo)
- 1984. - Bato, Bato
- 1985. - Jedan dan života (dueto con Miroslav Ilić)
- 1986. - Voli me, voli
- 1986. - Uske pantalone
- 1987. - Hajde da se volimo
- 1989. - Četiri godine
- 1990. - Boli me uvo za sve
- 1991. - Zaljubiška
- 1994. - Ja nemam drugi dom
- 1995. - Kazna Božija
- 1996. - 'Luda za tobom
- 2000. - Pomračenje sunca
- 2004. - Dupli CD Hitovi
- 2008. - Uđi slobodno
- 2011. - Začarani krug'

## Filmografía
- Hajde da se volimo 4, (2012)
- Hajde da se volimo 3, (1990)
- Hajde da se volimo 2, (1989)
- Hajde da se volimo, (1987)
- Nema problema, (1984)
- Kamiondžije opet voze, (1984)
- Kamiondzije 2, (1983)(serie televisiva)
- Tesna koža, (1982)

- Datos: Q236943
- Multimedia: Lepa Brena / Q236943